# Yazdegerd II
Yazdegerd II var en persisk kung av den sassanidiska ätten. Han regerade mellan 438 och 457.
Yazdegerd var son till Bahram V, som han efterträdde och förde en aggressiv mazdaistisk religionspolitik, vilken bland annat ledde till det stora upproret i Armenien 450-51, och låg i strid med heftaliterna i östra Persien. Han var gift med Denag.